# Резвово
Ре́звово (рос. Резвово, башк. Резвов) — присілок у складі Іглінського району Башкортостану, Росія. Входить до складу Акбердінської сільської ради.
Населення — 28 осіб (2010; 9 в 2002).
Національний склад:
- українці — 34 %
- башкири — 33 %